# 蒼い天使の糸
『蒼い天使の糸』（あおいてんしのいと）は吉成圭子の1stアルバムである。1995年12月21日発売。規格品番は、POCH-1549。

## 概要
吉成圭子の初アルバムでそもそもは3rdシングル「いつか輝く」のB面収録曲だったがアルバム化に伴いメインタイトルとなった。
1枚目〜3枚目のシングルを収録。ただし、2枚目の「君だけの道」は本作には収録されなかった。

## 収録曲
1. 蒼い天使の糸
作詞：赤坂いち子　作曲、編曲：羽毛田丈史
3rdシングル「いつか輝く」のB面収録曲。
2. 笑顔が好きだから
作詞：KAO　作曲、編曲：羽毛田丈史
3. 月の輝く夜に
作詞：KAO　作曲、編曲：羽毛田丈史
4. いつか輝く(Remix Version)
作詞：及川眠子　作曲：湯川トーベン　編曲：松尾早人
3rdシングルのアルバムバージョン。よみうりテレビアニメ「魔法騎士レイアース」（第二章）2代目エンディングテーマ。
5. わ・た・し
作詞：諸岡なみ子　作曲：伊秩弘将　編曲：岸村正実
6. 夢の旅
作詞：鈴之助　作曲：佐藤純朗　編曲：根岸貴幸
2ndシングル「君だけの道」のB面収録曲。
7. 雨の記憶
作詞：TOMO　作曲：松原みき　編曲：岸村正実
8. 素敵な明日がきっと待ってる
作詞：KAO　作曲、編曲：羽毛田丈史
9. キュンとする
作詞：夏野芹子　作曲：TETSUJI HAYASHI　編曲：岸村正実
10. 明日への勇気
作詞、作曲：前田克樹　編曲：根岸貴幸
1stシングル。よみうりテレビアニメ「魔法騎士レイアース」（第一章）エンディングテーマ。
11. 月の輝く夜に(Reprise for Chrismas)
作詞：KAO　作曲、編曲：羽毛田丈史